# ブラック・ボックス 〜記憶の罠〜
『ブラック・ボックス 〜記憶の罠〜』（ブラック・ボックス きおくのわな、La boîte noire）は、2005年のフランスのサスペンス映画。監督はリシャール・ベリ、出演はジョゼ・ガルシアとマリオン・コティヤールなど。トニーノ・ブナキスタの短編小説を原作としている。
日本では劇場未公開だが、2009年5月8日にDVDが発売された。

## ストーリー
アルチュール・セリグマンは運転中に事故を起こす。シェルブールの病院で昏睡状態から目が覚めると、自分が何故シェルブールに来たのか、最近の記憶を失っていた。しかも自分の記憶では自転車に乗った少年をはねたはずが、担当看護師イザベルからそんな少年はいないと言われる。
退院の日、アルチュールはイザベルから昏睡中にうわ言で発した言葉を記録したというメモを受け取る。そこには「シルヴァン・ガネムに殺される」「RP50」「テキサスは存在しない」などの謎の言葉が。
退院したアルチュールは、兄イヴァンに連絡が取れないことを不審に思い、イヴァンのアパートに行くと、彼が10日ほど前から行方不明になっていることを知る。
イザベルからもらったメモに記された言葉に全ての謎を解く鍵があると感じたアルチュールは調査を始める。

## キャスト
※括弧内は日本語吹替
- アルチュール・セリグマン: ジョゼ・ガルシア（フランス語版）（加瀬康之）
- イザベル・クリューゲル: マリオン・コティヤール（魏涼子）
- アルチュールの父: ミシェル・デュショーソワ（村松康雄）
- ウォルコット: ベルナール・ル・コク（フランス語版）（林一夫）
- ソラヤ: エレーナ・ノグエラ（フランス語版）
- コスカス: ジェラール・ラロシュ（フランス語版）

## 作品の評価
アロシネによれば、フランスの23件のメディアによる評価の平均点は5点満点中3点である。